# Propithecia
Propithecia là một chi bướm đêm thuộc họ Geometridae.